# Флаута
Флаута је дрвени дувачки инструмент средњег и високог регистра. Звук производи дејством ваздушног језичка. Разликују се, по држању, уздужна или блок-флаута и савремена попречна флаута. На попречним флаутама, улазни отвор није на врху цеви, већ нешто ниже, на бочној страни и у њега се дува искоса да би се образовао језичак, пошто га овај тип нема (за разлику од уздужних флаути), и дува се кроз гласницу (популарно прозорче), са усном испод писка. Извођачка техника је врло развијена и производња тона је на целом распону лака, па је ово један од најпокретљивијих и највиртуознијих инструмената. Такође, флаута је и изражајан инструмент, благог и светлог, идиличног звука.
Иако припада групи дрвених дувачких инструмената, флаута се израђује од метала. Распон флауте је знатан, и креће се од  до , док су још неки тонови (на слици у заградама) могући, али зависе од врсте и квалитета инструмента као и од способности извођача.
Флауте су најстарији постојећи музички инструменти. Палеолитички инструменти са ручно избушеним рупама су нађени. Бројене флауте које потичу из периода пре око 43.000 до 35.000 година су нађене у региону Швапске Јуре у данашњој Немачкој. Те флауте демонстрирају да је развијена музичка традиција постојала од најранијег периода модерног људског присуства у Европи.

## Етимологија и терминологија
Реч flute се први пут појавила у енглеском језику током средњоенглеског периода, као floute, или иначе као flowte, flo(y)te. Она вероватно води порекло од старофранцуске речи flaute и од староокситанске речи flaüt, или од старофранцуских речи fleüte, flaüte, flahute преко средњегорњенемачке речи floite или холандске речи fluit. Енглески глагол flout има исти лингвистички корен, и модерни холандски глагол fluiten још увек има исто значење. Покушаји да се реч прати уназад до латинске речи flare (дувати, надувати) проглашени су „фонолошки немогућим” или „недопустивим”. Прва позната употреба речи flute је била у 14. веку. Према Оксфордском енглеском речнику, то је учинио Џефри Чосер у свом раду Кућа славних, око 1380. године.
У данашње време, музичар који свира било који инструмент из флаутине фамилије се назива флаутистом, или једноставно свирачем флауте (што је можда неутралније). Реч flutist је у употреби бар од 1603. године, што је најранији цитат наведен у Оксфордском енглеском речнику. Реч флаутиста је користио 1860. године Натаниел Хоторн у делу Мермерни Фаун, након што је реч била усвојена током 18. века из Италије (реч flautista, која је изведена из flauto), попут многих музичких термина у Енглеској од времена италијанске ренесансе. Други енглески термини, који су сад застарели, су fluter (15–19 век) и flutenist (17–18 век).

## Историја
Најстарија флаута икад откривена је вероватно фрагмент фемура младог пећинског медведа, са два до четири отвора, нађен на археолошком налазишту Дивље бабе у Словенији који потиче од пре око 43.000 година. Међутим, овај налаз је био оспорен. Године 2008 још једна флаута стара око 35.000 година је откривена у пећини Хобл Фелса у близини Улма, Немачка. Ова флаута са пет отвора има устник V-облика и начињена је од кости крила лешинара. Истраживачи који су учествовали у овом открићу су званично објавили своје налазе у часопису Природа, у августу 2009. Ово откриће је исто тако било најстарији потврђени налаз било ког музичког инструмента у историји, док поновним датирањем флаута нађених у пећини Гајсенклестерле није утврђено да су оне још старије, и да потичу из периода пре 42.000 до 43.000 година.
Флаута, једна од неколико нађених, откривена је у пећини Хобл Фелс поред Венере из Хобл Фелса и недалеко од најстарије познате људске резбарије. При најави открића, научници су изјавили да „налази демонстрирају присуство добро успостављена музичке традиције у време када су модерни људи колонизовали Европу”. Научници су такође предложили да откриће флауте може да помогне да се објасни „вероватни бехавиорални и когнитивни јаз између” неандерталаца и раних модерних људи.
Флаута са три отвора, 18,7 cm дуга, направљена од мамутских кљова (из пећине Гајсенклестерле, у близини Улма, у јужним немачким Алпима која потиче из периода од пре 30.000 до 37.000 година) је откривена 2004. године, и две флауте направљене од лабудових костију ископане деценију раније (из исте пећине у Немачкој, датиране на пре око 36.000 година) су међу најстаријим познатим музичким инструментима.
Функционални 9.000 година стар гуди инструмент (дословно, „коштана флаута”) ескавиран је из гробнице у Ђаху заједно са 29 других нефункционалних инструмената, направљен од кости крила црвено-крунског ждрала са по пет отвора на сваком, у централној кинеској провинцији Хенан. Најранија постојећа кинеска попречна флаута је чи (篪) флаута откривена у гробници маркиза Јиа од Ценга на локацији Суејџоу у провинцији Хубеј у Кина. Она потиче из 433. године п. н. е, из касне династије Џоу. Она је направљена од лакираног бамбуса, има затворене крајеве и пет заустављача који су са стране флауте, уместо на горњој страни. Чи флауте се помињу у делу Класика поезије, коју је саставио и уредио Конфучије, према традицији.
Најранија писана референца на флауту потиче са таблице са натписом на клинастом писму у сумерском језику која је датирана на око 2600–2700. п. н. е. Флауте се помињу на недавно преведеној таблици са епом о Гилгамешу, једној епској поеми чији развој обухвата период од приближно 2100–600. п. н. е. Додатно, сет таблица написаних клинастим писмом, познатих као „музички текстови”, пружа прецизна упутства за подешавање седам скала дувачког инструмента (за који се претпоставља да је вавилонска лира). Једна од тих скала се назива embūbum, што је акадска реч за „флауту”.
Библија, у Генези 4:21, наводи да је Јубал био „отац свих оних који свирају угаб и кинор”. Део тумача Библије сматра да се од ових бивших хебрејских назива први односи на неки дувачки инструмент, или дувачке инструменте генерално, док се други односи на гудачки инструмент, или гудачке инструменте генерално. Као такав, Јубал се сматра у јудејско-хришћанској традицији изумитељом флауте (реч која се користи у неким преводима овог библијског пасуса). На другим местима у Библији, флаута се назива „чалил” (ок корена речи за шушљину), специфично у 1 Самуилу 10:5, 1 Краљевима 1:40, Исаију 5:12 и 30:29, и Јеремији 48:36. Археолошким ископавањима у Светој земљи су откривене флауте из бронзаног доба (око 4000-1200. п. н. е.) и гвозденог доба (1200-586. п. н. е.), при чему је каснија ера била „сведок стварања Израелитског краљевства и његове поделе у два краљевства Израела и Јудеје”.
Неке од раних флаута су биле направљене од цеваница (костију потколенице). Флаута је исто тако била есенцијални део индијске културе и митологије, и попречне флауте према неким изворима потичу из Индије јер се у индијској литератури из 1500. п. н. е. могу наћи донекле нејасне референце о попречној флаути.

## Акустика
Флаута производи звук када струја ваздуха усмерена преко отвора на инструменту ствара вибрацију ваздуха у отвору. Ваздушна струја ствара Бернулијев ефекат или сифон. Ово побуђује ваздух који се налази у обично цилиндричној резонантној шупљини унутар флауте. Флаутиста мења висину тона звука који је произведен отварањем и затварањем отвора на телу инструмента, чиме се мења ефективна дужина резонатора и његова кореспондирајућа резонантна фреквенција. Варирањем ваздушног притиска, флаутиста исто тако мења висину тона путем узроковања да ваздух у флаути резонује на хармонијској, пре него на фундаменталној фреквенцији без отварања или затварања отвора.
Геометрија главног зглоба је посебно критична за акустичну перформансу и тон, мада не постоји јасан консензус о одређеном облику међу произвођачима. Сматра се да је најкритичнији параметар акустична импеданција отвора на амбажури. Критичне променљиве које утичу на ову акустичну импеданцу укључују: дужину оџака (отвора између усника и главе цеви), пречник оџака и радијус или закривљеност крајева оџака и свако пројектовано ограничење у „грлу” инструмента, као што је то у јапанској Нохкан флаути.
У једној студији професионални флаутисти са завезаним очима нису могли да утврде значајне разлике између флаута направљених од различитих метала. У два различита сета „слепог” слушања, ни једна флаута није била коректно идентификована при првом слушању, док је при другом слушању једино сребрна флаута била идентификована. Ова студија је извела закључак да „нема евиденције материјал зида инструмента има било какав значајан ефекат на боју звука или динамички опсег”.

## Типови

### Пиколо флаута
ит. flauto piccolo

нем. kleine Flöte

фр. petite flûte

ен. piccolo

рус. малая флейта
Скраћено Piccolo. Мала флаута, дупло краћа од велике, по звуку највиши дувачки инструмент са распоном од  до  (писано d до ). Спада у транспонујуће инструменте, односно, оне које звуче више или ниже од записаног. Пиколо се записује октаву ниже од звучања. У тројном саставу оркестра, који је и најчешћи симфонијски састав, један свирач свира пиколо, или, ако се не преклапају деонице, флаутиста који је трећа флаута (III Флаута) узима и пиколо, што се записује III fl. muta in Picc..

### Остале флауте
Осим ове две флауте, у употреби се може наћи и алт-флаута (ит. flauto contralto, нем. Alt-Flöte, фр. flûte en sol (fa), ен. alto flute, рус. альтовая флейта) која се гради у два регистарска облика in G (Sol) и in F (Fa) и чији је писани распон од c до  (in G звучи кварту више, а in F квинту ниже).
Моцарт је писао и за флажолет флауту (писаног обима , која звучи ундециму више), а такође су познате и велика флаута in F (Fa) и мала и велика in Es (E♭), као и in Des (D♭). На крају поменућемо и бас-флауту (писаног обима , која звучи октаву ниже), али се она више не користи.